# Oreopanax aquifolius
Oreopanax aquifolius är en araliaväxtart som beskrevs av Hermann Harms. Oreopanax aquifolius ingår i släktet Oreopanax och familjen Araliaceae. Inga underarter finns listade.